# روبرت ويلسون (اقتصادي)
روبرت ويلسون (بالإنجليزية: Robert B. Wilson)‏ ولد في 16 مايو 1937 هو خبير اقتصادي، وأستاذ جامعي أمريكي، ولد في جنيفا، نبراسكا، وهو عضوٌ في الأكاديمية الوطنية للعلوم، والأكاديمية الأمريكية للفنون والعلوم. حصل على جائزة نوبل لعام 2020 في العلوم الاقتصادية، مناصفة مع زميله في جامعة ستانفورد بول ميلغروم،

## التعليم
تعلم في كلية هارفارد للأعمال، وتحصل منها على دكتوراه إدارة الأعمال (حتى 1963)، وكلية هارفارد للأعمال، وتحصل منها على ماجستير إدارة الأعمال (حتى 1961)، وجامعة هارفارد، وتحصل منها على بكالوريوس في الفنون (حتى 1959).

## جوائز
حصل على جوائز منها:
- جائزة نوبل للاقتصاد 2020 مناصفة مع بول ميلغروم للتحسينات التي أجروها لنظرية المزاد.[9]
- جائزة مؤسسة بانكو بيلباو فيزكايا أرجنتاريا لرواد المعرفة (2015)
- الزمالة المتميزة في الرابطة الاقتصادية الأمريكية
- زمالة غوغنهايم
- زمالة جمعية الاقتصاد القياسي.